# Jakub Dohnálek
Jakub Dohnálek (* 12. Januar 1988 in Vítkov, Tschechoslowakei) ist ein tschechischer Fußballspieler.

## Vereinskarriere
Jakub Dohnálek begann mit dem Fußballspielen im Alter von sechs Jahren bei TJ Vítkov. Mit zehn Jahren wechselte der Mittelfeldspieler zum SFC Opava. In der Saison 2004/05 schaffte er den Sprung in den Profikader. In der Gambrinus Liga hatte er als 16-Jähriger bereits am 30. Spieltag der Saison 2003/04 im Spiel gegen Baník Ostrava debütiert.
Nach dem Abstieg seines Klubs wechselte Dohnálek im Sommer 2005 zu Slovan Liberec. In der Saison 2005/06 kam er lediglich in zwei Ligaspielen zum Einsatz, in der Folgesaison absolvierte er acht Spiele. In der Saison 2007/08 stand Dohnálek 14 Mal in der Aufstellung. Im September 2008 wechselte er auf Leihbasis zum Zweitligisten FC Zenit Čáslav, Anfang 2009 kehrte er nach Liberec zurück. In der Saison 2009/10 war Dohnálek an den Zweitligisten FC Hlučín ausgeliehen, im Juni 2010 wechselte der Mittelfeldspieler zum slowakischen Erstligisten FC Spartak Trnava.

## Nationalmannschaft
Dohnálek durchlief sämtliche Juniorenauswahlmannschaften Tschechiens von der U16 bis zur U20. Mit der U20 wurde er 2007 bei der Junioren-Fußballweltmeisterschaft Vizeweltmeister.